# Лоллі Смолл
Лоллі Смолл (англ. Lolly Small, також Ліка Стар, Lika Star; нар. 1 грудня 1997, Україна, Одеса) — українська порноакторка.

## Життєпис
Знімалася ню-моделлю, її фотографії привернули увагу порноагента. Потрапила в порноіндустрію в кінці травня 2017 року під псевдонімом Лоллі Смолл. Одними з перших стали сцени анального сексу для сайтів First Anal Quest, First Gape і Gape Land. З 2019 року знімається під псевдонімом Ліка Стар.
Знімається для порностудій Evil Angel, Evil Playgrounds, LetsDoeIt, MetArt, Oldje.com, Private, брендів Vixen Media Group (Blacked, Tushy, Vixen) та інших в різних категоріях: від традиційних і лесбійських сцен до анального сексу і подвійного проникнення.
У жовтні 2020 року сцена Body Warmth студії Vixen за участю Ліки Стар, Сібіл Ей і Крістіана Клея була удостоєна премії XBIZ Europa Award в категорії «Найкраща сцена сексу — гламкор». У вересні 2021 року повторно удостоєна XBIZ Europa Award, на цей раз за сцену сексу в повнометражному фільмі Lottie.
У серпні 2023 року знялася для обкладинки і розвороту вересневого випуску американського порножурналу Hustler.
За даними Internet Adult Film Database на серпень 2023 року, знялася в понад 200 порнофільмах і сценах .

## Нагороди та номінації
| Рік  | Нагорода          | Результат | Категорія                                                                                                   | Фільм                        |
| ---- | ----------------- | --------- | --- | ---------------------------- |
| 2020 | XBIZ Europa Award | Перемога  | Найкраща сцена сексу — гламкор (разом з Крістіаном Клеєм і Сібіл)                                           | Body Warmth                  |
| 2021 | AVN Award         | Номінація | Найкраща лесбійська сцена в іноземному фільмі (разом з Сібіл)                                               | Life Is Beautiful            |
| 2021 | AVN Award         | Номінація | Найкраща нова іноземна старлетка                                                                            | Н/Д                          |
| 2021 | AVN Award         | Номінація | Найкраща сцена групового сексу в іноземному фільмі (разом з Літтл Капріс і Марчелло Браво)                  | Ice Ice Baby                 |
| 2021 | AVN Award         | Номінація | Нагорода шанувальників: найгарячіший новачок                                                                | Н/Д                          |
| 2021 | XBIZ Europa Award | Номінація | Виконавиця року                                                                                             | Н/Д                          |
| 2021 | XBIZ Europa Award | Перемога  | Найкраща сцена сексу — повнометражний фільм (разом з Дарреллом Діпсом, Лотті Мань і Хесусом Реєсом)         | Lottie                       |
| 2022 | XBIZ Europa Award | Номінація | Виконавиця року                                                                                             | Н/Д                          |
| 2022 | XBIZ Europa Award | Номінація | Найкраща сцена сексу - гламкор (разом з Агатою Вегою, Крістіаном Клеєм і Фреєю Маєр).                       | Couple Crush                 |
| 2022 | XBIZ Europa Award | Номінація | Найкраща сцена сексу - лесбійський фільм (разом з Кетрін Найт)                                              | Sleep With Me                |
| 2024 | AVN Award         | Номінація | Найкраща сцена сексу вчотирьох/оргії (разом з Айві Вульф, Анною Клер Клаудс, Антоном Харденом та Ембер Мур) | Deluxe Service (из Level Up) |

## Вибрана фільмографія
- 2018 — Sex With 2 Teenage Girls 4
- 2018 — Tales From Gape Land 8
- 2018 — Young Blonde Chicks With Small Tits
- 2019 — 18 Year Old Virgins
- 2019 — Cutie Pie Anal Creampie
- 2019 — Teen Couples 8
- 2020 — Cherry Girls 17
- 2020 — Flight Attendants Fuck Better
- 2020 — Rocco's Psycho Teens 15[16]
- 2020 — Sapphic Desires 2
- 2020 — Taste of a Woman 2
- 2020 — Tushy Raw V17